# Intercettare
Intercettare — Estetica dello spionaggio è un saggio del filosofo - musicologo francese Peter Szendy, pubblicato originariamente in Francia nel 2007 e l'anno successivo in Italia.
Secondo le parole dello stesso autore, il libro propone una sorta di archeologia dell'ascolto, considerato nei suoi vari aspetti, anche filosofici ed estetici, dall'epoca biblica al presente.
Discetta altresì sul fenomeno di sinestesia che lega l'ascolto all'osservazione, e —  seguendo la lezione di Jacques Derrida — indaga pure sul ruolo dell'autore/persona, di cui difficilmente si riesce a distinguere la figura come singolo individuo da quella del cosiddetto "soggetto riflessivo", che ne rappresenta, in qualche modo, la controparte universalistica, e, come tale, "oggettiva".

## Sur écoute.L'importanza del titolo
Sopra ascolto. Così, letteralmente, suona il titolo del libro nella versione originale. Sfortunatamente, tale locuzione — che in francese equivale semplicemente al nostro "essere intercettati, avere il telefono sotto controllo", et similia, — non ha un esatto corrispondente nella nostra lingua.
A pagina 32 l'autore insiste invece piuttosto diffusamente sulla nozione di sur écoute, e sull'affine concetto di surécoute, ovvero "sovrascolto", che a sua volta richiama l'inglese overhearing, e l'idea filosofico-estetica di diafonia. 
Quest'ultimo termine appartiene originariamente al solo universo della critica descrittiva musicale, in cui in primis designava la polifonia, ma nel suo etimo più ancestrale evoca piuttosto la dissonanza:

«In questa babele linguistica, in questo dedalo di archivi in cui cerco una parola […] mi trovo così a una specie di incrocio, dal quale si dipartono numerose piste, che seguirò tutte come un segugio e a volte simultaneamente, inviando più agenti insieme.» 

## Edizioni
- Peter Szendy, Intercettare — Estetica dello spionaggio, traduzione di Salvatore Patriarca, Isbn Edizioni, 2008,  pp. 177, cap. 18, ISBN 978-88-7638-087-7.